# Diamant cap-roig
El diamant cap-roig (Erythrura cyaneovirens) és un ocell de la família dels estríldids (Estrildidae).

## Hàbitat i distribució
Habita el bosc obert i vegetació secundària a les Illes Samoa Occidentals, a Savaii i Upolu.